# Динамо (спортивное общество)
Спортивное общество «Динамо» — название ряда спортивных обществ в СССР, в некоторых странах социализма, а также в ряде постсоветских государств.
Первоначально спортивное общество с таким названием было создано в СССР и относилось к системе Государственного политического управления (ГПУ) при НКВД РСФСР. Почётным председателем общества «Динамо» в первые годы его существования был председатель ГПУ НКВД РСФСР Феликс Эдмундович Дзержинский (1877—1926). В последующем при преобразованиях НКВД и его преемников общество сохранило своё брендовое название, а также ведомственную принадлежность к органам внутренних дел и госбезопасности.
В странах социализма, а также в постсоветских странах одноимённые спортивные общества создавались по модели советского «Динамо» или являлись его фактическими «наследниками», также будучи «ведомственными» спортивными клубами органов внутренних дел и органов госбезопасности.

## СССР

### История «Динамо»

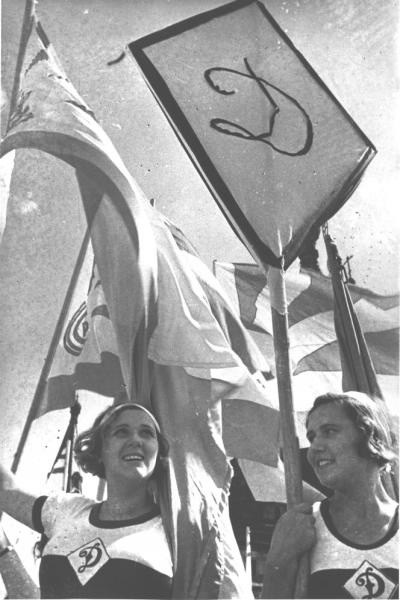
Участницы спортивного клуба «Динамо», 1930-е. Фото М. Маркова-Гринберга.

До окончания Гражданской войны в России руководство молодой Советской республики не могло уделять большого внимания развитию физкультуры и спорта. Несмотря на это, даже в условиях военного коммунизма проводились спортивные соревнования. Например, в Москве осуществлялись розыгрыши первенства города по футболу, в которых участвовали команды, созданные ещё в начале столетия, до Октябрьской революции. С наступлением мирного времени началась масштабная спортивно-организационная работа. Осенью 1922 года московские власти выпустили распоряжение о закрытии «буржуазных» спортивных клубов и передаче их имущества вновь создаваемым физкультурным кружкам рабочей и комсомольской молодёжи.
А в 1923 году в связи с реорганизацией спорта в СССР Физкультурное общество ГПУ было реорганизовано в Московское пролетарское общество «Динамо», которое было создано на учредительном собрании 18 апреля 1923 года.

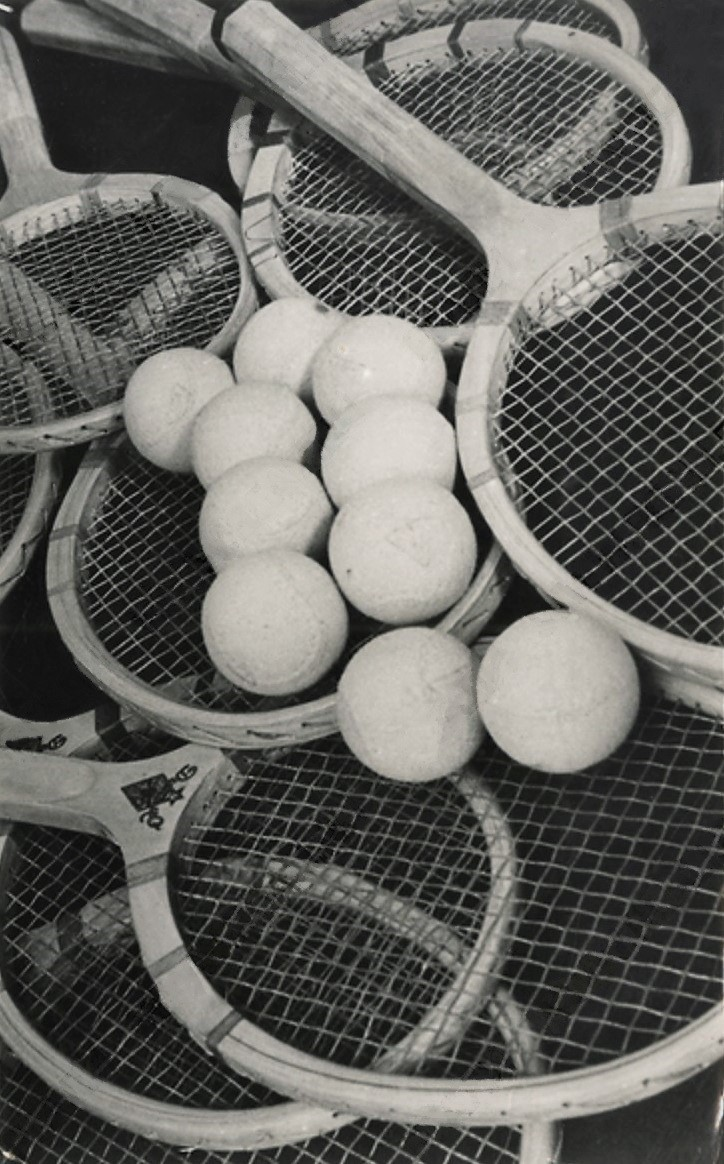
Теннисные ракетки с логотипом спортивного общества «Динамо». 1930-е годы. Фото Б. Иваницкого

В книге Владимира Верхолашина «Динамовцы» описано, как первым энтузиастам создания пролетарского спортивного общества «Динамо», — работникам штаба Московского округа войск Государственного политического управления при НКВД РСФСР Павлу Уральцу, Михаилу Лаврентьеву, Дмитрию Иванову, Кириллу Кузьмину и начальнику политотдела войск ГПУ Леониду Недоля-Гончаренко, — пришла в феврале идея создания спортивного общества чекистов, и как было выбрано название общества.
По другим сведениям, группа работников штаба войск Государственного Политического Управления Московского округа во главе с заместителем начальника политсекретариата войск ГПУ Московского округа П. С. Уральцем, выполняя директиву руководства ГПУ о совершенствовании физической и боевой подготовки личного состава, выступила инициатором новой ведомственной организации — пролетарского спортивного общества (ПСО) «Динамо». Название было предложено Леонидом Владимировичем Недолей-Гончаренко, начальником политотдела ГПУ, бывшим рабочим завода «Динамо».
Первоначальное название: «Московское пролетарское общество „Динамо“». Лозунг — «Сила — в движении». На протяжении всей истории существования общества его полное официальное название несколько раз менялось, однако краткое — никогда. Писатель Максим Горький, которого избрали почётным динамовцем, так сформулировал идею, заложенную в названии общества:

Греческое слово «дина» значит сила, «динамика» — движение, а «динамит» — взрывчатое вещество. «Динамо» — это сила в движении, призванная взорвать и разрушить в прах и пыль всё старое, гнилое, все, что затрудняет рост нового, разумного, чистого и светлого — рост пролетарской социалистической культуры
Сразу же после создания МПСО «Динамо» молодые военнослужащие войск ГПУ с увлечением взялись за организацию различных спортивных секций, в том числе, и футбольной.
Футбол был одним из любимых видов спорта чекистов. В начале 1920-х годов в частях ГПУ и среди сотрудников этого ведомства были созданы футбольные коллективы, собравшие многих способных игроков и участвовавшие в первенствах среди частей и соединений. Совет вновь созданного Московского пролетарского спортивного общества «Динамо» и его учебно-спортивный отдел поставили вопрос о создании новой, «инструкторской», показательной команды, которая должна была встать на один уровень с сильнейшими московскими командами того времени. Она должна была служить образцом для остальных команд ведомства, искать свой особый стиль и манеру, передавать их другим динамовским командам в низовых организациях.
Нужно было найти энергичного человека, хорошо знающего футбол, который сумел бы пригласить в ряды новой команды одарённых футболистов и сплотить их. Выбор пал на Фёдора Чулкова, служившего в те годы в войсках ГПУ. Владимир Васильевич Кузьмин, заведующий учебной частью общества, узнал, что Фёдор до призыва в армию играл за КФС вратарём и хорошо знает многих футболистов Москвы, и после разговора с ним решил поручить ему процесс формирования команды. Чулков был вызван для обстоятельного разговора на Совет. Кандидатура Чулкова как человека, которому поручалось формирование команды, не вызвала возражений. Таким образом, в начале апреля 1923 года перед Чулковым была поставлена задача в течение месяца сформировать команду, которая могла бы соперничать с тогдашними лучшими командами столицы. Остальные три команды, требовавшиеся для дебюта в группе сильнейших, было решено сформировать из лучших футболистов воинских частей и центрального аппарата ведомства.
Несмотря на то, что ведомство ГПУ обладало возможностями не только набирать футболистов из числа спортсменов ГПУ-НКВД в недрах которого к тому моменту уже существовало несколько любительских футбольных команд, но и привлекать футболистов из любого другого спортивного общества, Чулков отверг такие варианты, как формирование команды из молодых комсомольцев, служивших в ГПУ, и попытки приглашения известных футболистов из различных ведущих команд. Он решил пригласить в «Динамо» бывших партнёров по КФС, карьера большинства из которых подходила к концу и которые обладали опытом и мастерством. Он рассчитывал, что у них будет учиться молодёжь. В клуб были приглашены бывшие члены сборной Российской империи Василий Житарев (участник в 19-летнем возрасте Олимпиады 1912 года в Стокгольме; был избран капитаном команды), Николай Денисов (в сборной России с 1913), Николай Троицкий и другие. Однако у команды не было своего стадиона, на котором можно было бы проводить полноценную учебно-тренировочную работу. Были проблемы и со спортивным снаряжением — общество не могло обеспечить команды бутсами, формой. На первые матчи динамовцы выходили в форме КФС — белые футболки с чёрным воротничком и чёрные трусы.
Свой первый официальный матч «Динамо» провело 17 июня 1923 года. В четвертьфинальной встрече весеннего чемпионата Москвы соперниками динамовцев стали футболисты «Красной Пресни» (будущего «Спартака»). «Динамо» проиграло 2:3, пропустив на исходе встречи мяч с пенальти. Первый гол клуба в официальных турнирах забил Василий Житарев.
В августе 1923 года у динамовцев появился свой стадион, под который был отведён один из пустырей в Орлово-Давыдовском переулке Москвы в районе современной станции метро «Проспект мира».
В июне 1934 года при центральном совете ПСО «Динамо» создана детская спортивная организация «Юный динамовец».
Постановлением Центрального исполнительного комитета СССР от 22 июля 1937 года за выдающиеся достижения в работе и ведущую роль в физкультурном движении общество «Динамо» было награждено орденом Ленина.
После начала Великой Отечественной войны начался сбор средств в Фонд обороны на строительство именной бронетанковой колонны, 21 декабря 1942 года колонна «Горьковский динамовец» была передана РККА.

### «Динамо» и ЦСКА
Широко известно историческое противостояние Центрального спортивного клуба Армии и общества «Динамо», длившееся с момента возникновения этих организаций и до распада СССР. Пик противостояния пришёлся на 70—80-е годы, когда делом чести для спортсменов обеих команд было не уронить престиж своей организации. Именно для этого в Вооружённых Силах (ЦСКА) создавались спортроты — нестроевые и неучебные воинские части, где спортивная (физическая) подготовка занимала 100 % боевой подготовки (не считая политзанятий). В ответ общество «Динамо» старалось за счёт более высоких зарплат, надбавок к зарплатам, соцобеспечения, развитой материально-технической базы переманить к себе наиболее талантливых молодых спортсменов и опытных тренеров из других спортивных организаций и клубов, не имевших столь сильного и влиятельного покровительства («Спартак», «Зенит», «Пищевик», «Буревестник» и так далее). В 1986 году для равноценного противостояния «Динамо» и ЦСКА остальными спортивными организациями было создано объединённое Всесоюзное добровольное физкультурно-спортивное общество профсоюзов, куда вошли ДСО «Спартак», «Зенит», «Буревестник», «Трудовые резервы», «Водник», «Локомотив», «Труд» и «Урожай». Ежегодно свыше одного миллиарда рублей из совокупного бюджета профсоюзов уходило на физкультурно-оздоровительную и спортивную работу для того, чтобы они могли составить хоть какую-то конкуренцию «Динамо» и ЦСКА.
Затраты материальных и трудовых ресурсов на функционирование в СССР всех трёх организаций были огромными даже по современным меркам.

## Россия

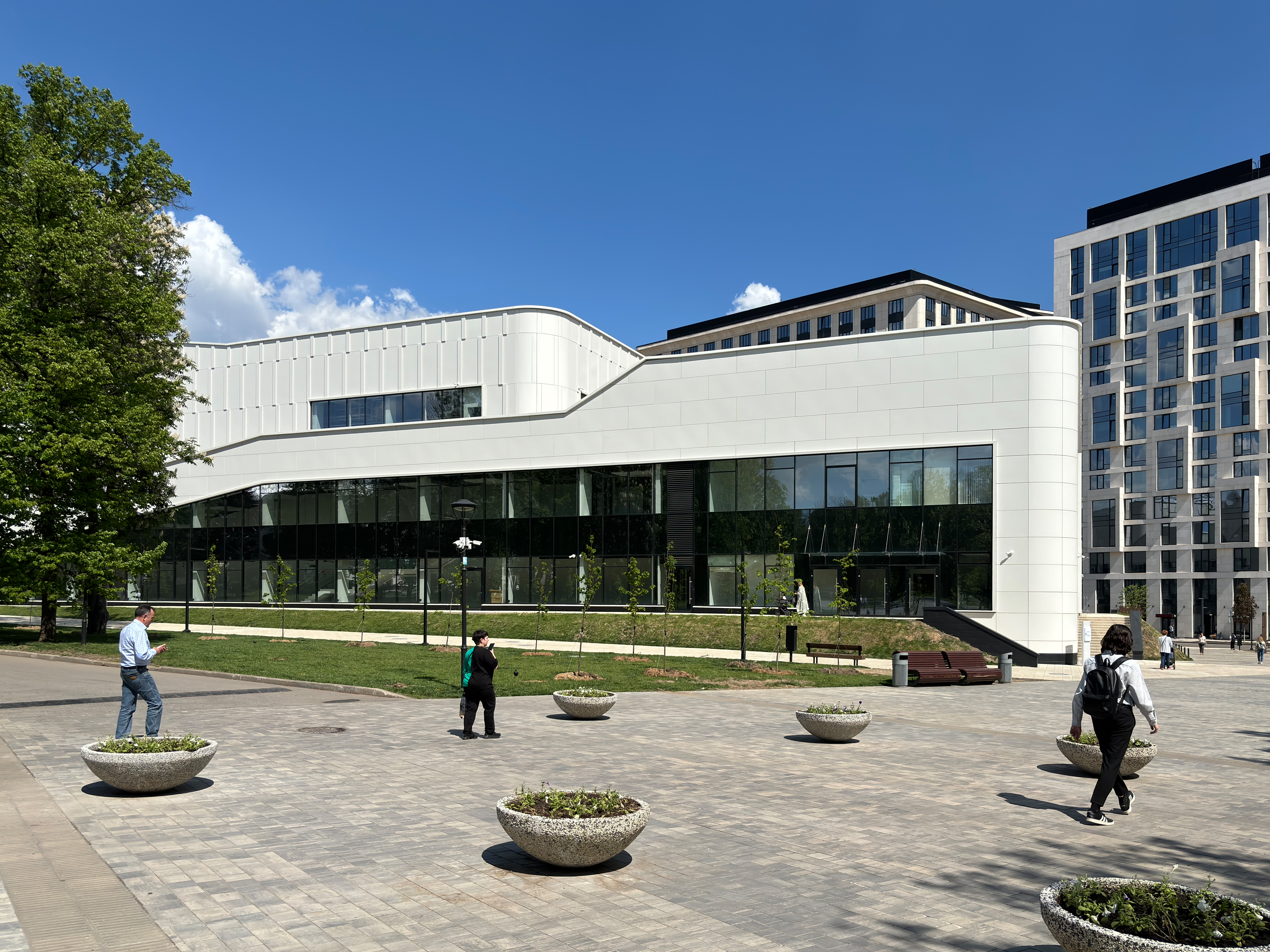
Академия спорта «Динамо», открытая в Москве в 2023 году

В настоящее время носит название ОГО ВФСО «Динамо» (Общественно-государственное объединение «Всероссийское физкультурно-спортивное общество „Динамо“»). Гулевский Анатолий Николаевич — председатель ОГО ВФСО «Динамо».

## В филателии и нумизматике

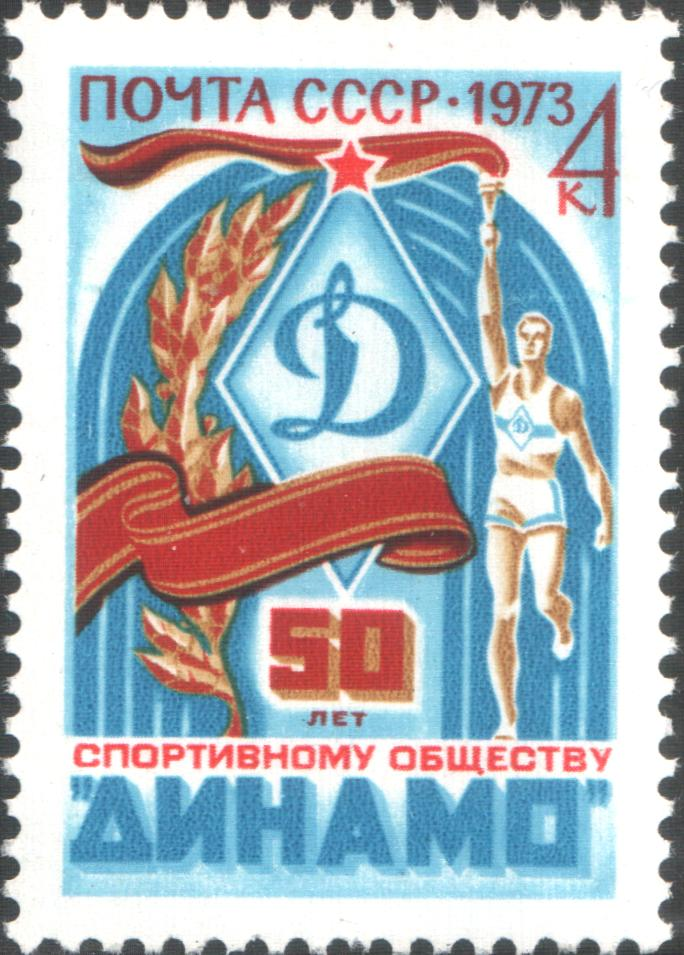
Почтовая марка СССР (1973 год)
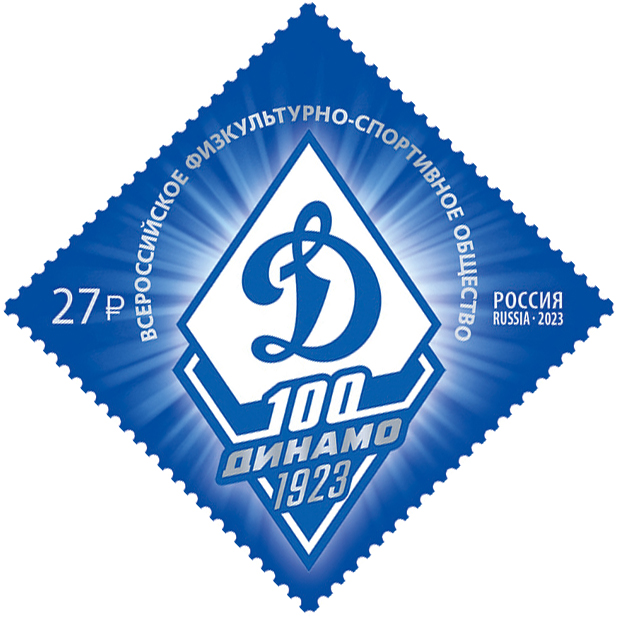
Почтовая марка России (2023 год)
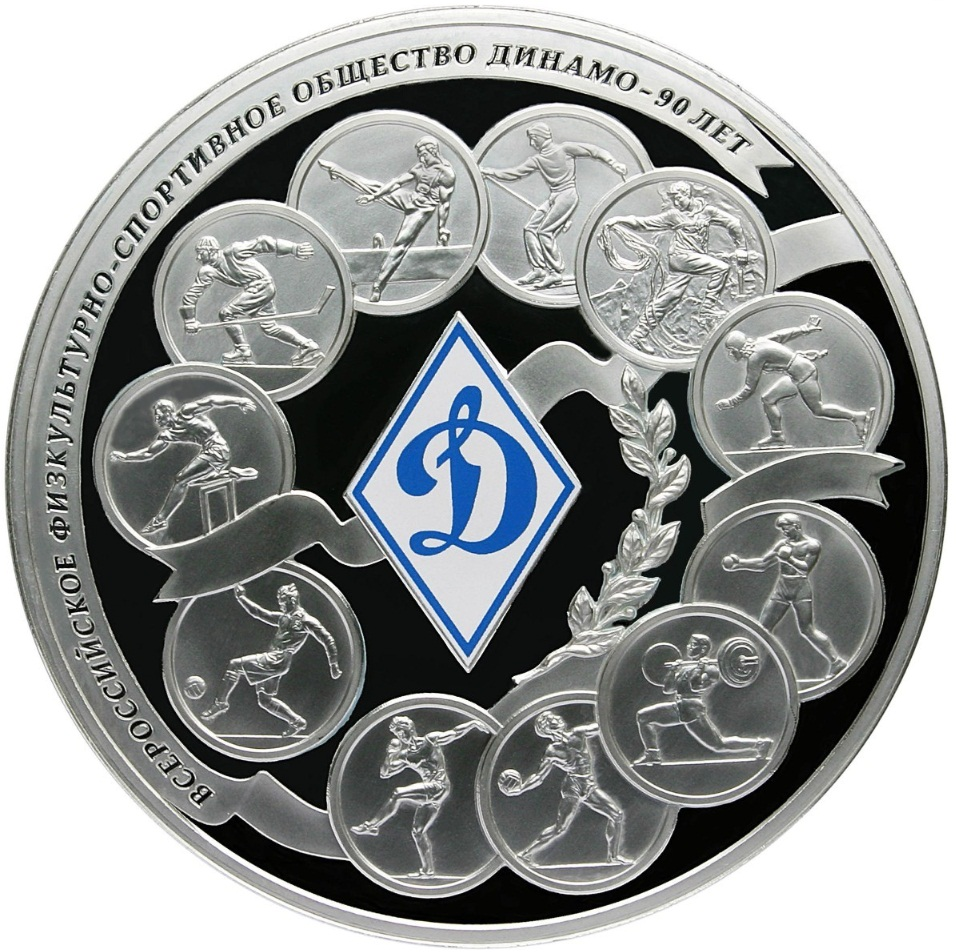
Монета ЦБ РФ 2013 год

## Украина
Украинская организация называется ФСО «Динамо». Спортсменами, инструкторами и тренерами «Динамо» в большинстве своём являются сотрудники различных государственных правоохранительных и контрольно-надзорных органов и служб:
- Министерство внутренних дел
  - Внутренние войска
  - Государственная служба охраны
  - Государственная служба по борьбе с организованной преступностью
  - Патрульно-постовая служба
- Служба безопасности
- Госохрана
- Государственная пограничная служба
  - Пограничные войска
- Государственная таможенная служба
- Государственная налоговая служба
  - Налоговая администрация
  - Налоговая милиция
- Прокуратура
- Государственная служба специальной связи и защиты информации

и другие структуры и организации.

Эмблема ФК «Динамо» Киев с инвертированными цветами

## Белоруссия
С 1991 года правопреемником ФСО «Динамо» на территории Республики Беларусь является Белорусское физкультурно-спортивное общество «Динамо».

## ГДР
Спортивное общество «Динамо» — крупнейшее спортивное общество в Германской Демократической Республике.
Создавалось по модели советского «Динамо» как спортклуб полиции и органов госбезопасности ГДР. На практике являлось крупнейшим, лидирующим спортивным обществом страны, пользовавшимся поддержкой государства. В течение всей истории существования общества (1953—1990) его президентом был министр государственной безопасности ГДР Эрих Мильке.
По состоянию на 1976 членами общества являлись более 247 тыс. человек, в нем было занято более 20 тыс. тренеров.
На счету спортсменов «Динамо» около 215 олимпийских медалей, в том числе 45 золотых.
В настоящее время в Германии сохранилось лишь несколько команд, носящих название «Динамо», наиболее известные — футбольные «Динамо» из Дрездена и БФК «Динамо» из Берлина.

Эмблема спортивного общества «Динамо», ГДР
Знамя спортивного общества «Динамо», ГДР
Эмблема ФК «Динамо» Дрезден, Германия
Эмблема ФК «Динамо» Берлин, Германия

### Кинематограф
- ЦСДФ (РЦСДФ) «ДИНАМО - СИЛА В ДВИЖЕНИИ. 60 лет спортобществу» — режиссёр Гелейн Игорь Игоревич  , сценарист Чайковский А. М., Виктор Гостев, Рычков Б. Н. (1983 год) Документальный фильм. Центральный совет ВФСО "Динамо" 45 мин. СССР